# 厦门地铁
厦门地铁，又称厦门轨道交通，是中华人民共和国福建省厦门市的城市轨道交通系统，由厦门轨道交通集团有限公司营运，厦门市于2006年就有轨道交通相关规划，但因种种原因未能通过规划批复，后于2012年通过厦门市轨道交通的建设规划，首条路线在2017年末开通运营，厦门市亦成为中国第34个开通轨道交通的城市。
截至2023年6月25日，厦门已经建成总长约98.4公里的地铁线网，共三条路线、启用70座车站。依据厦门市城市总体规划和综合交通规划，2022年8月8日，厦门市自然资源和规划局关于《厦门市城市轨道交通线网规划（2020-2035年）》（草案）公示的公告：厦门市远期2035年城市轨道交通规划线网由12条线路组成，总规模约493公里。其中7条普线，含1号线、2号线、3号线、6号线、7号线、10号线、11号线，约297公里；4条快线，含4号线、5号线、8号线、9号线，约186公里；1条轨道控制线，约10公里。远景规划线网在远期线网基础上增加5条轨道控制线，增加规模约79公里，线网总规模约572公里。此外，国家发展改革委关于福建省海峡西岸城际铁路建设规划（2015～2020年）的批复，建设泉州-厦门-漳州城际铁路、漳州-港尾-厦门城际铁路（部分利用港尾铁路改建），线路总长263公里。

## 历史

### 初期规划

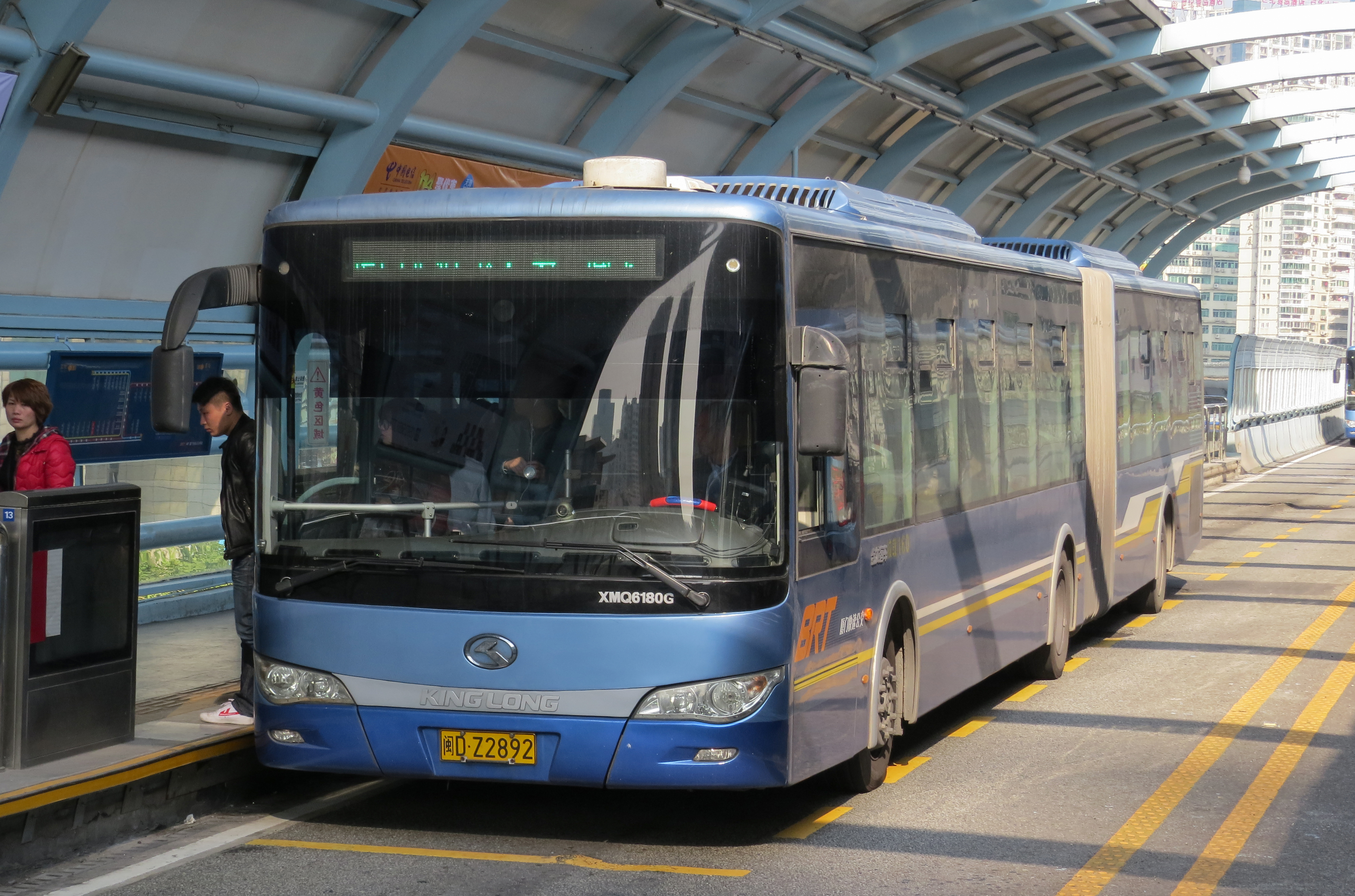
厦门快速公交客车停在厦门火车站

厦门市早在二十一世纪初就有相关规划，当時规划的主要线路制式为轻轨。建设规划曾于2006年上报国务院，但是由于厦门人口规模相对较小，运营成本亦较大，轻轨造价高，且当时中国大陆多数有建成轻轨的城市都处于亏损状态，令批复最终未能通过。其后，厦门市便决定先行建设快速公交以应对交通压力，並在建设时预留日后升级轻轨条件，于2008年8月31日建成3条线路并投入使用。

### 地铁建设

#### 一期建设
2010年，厦门市重新启动轨道交通规划的建设工作，成立了厦门市轨道交通规划建设工作领导小组及工作机构，并于2011年11月21日挂牌成立企业厦门轨道交通集团有限公司。原计划启动BRT改造轻轨方案，但在论证中，认为直接进行改造会导致交通情况恶化，所以决定保留快速公交，新建地铁线路，等到时机成熟时，再进行改造。其后，厦门市政府开始编写《厦门市城市轨道交通近期建设规划（2011-2020年）》并于12月24日上报国家发改委。
2011年11月，有市民发现厦门北站出现地铁标志，相关部门表示，北站已经在建站时预先建设了地铁站，预留了地铁位置，但表示並未确定何时会建设地铁。
2012年5月11日，国家发改委批复《厦门市城市轨道交通近期建设规划（2011～2020年）》。厦门市规划远景年城市轨道交通线网由6条线路组成，1至3号线为骨干线路，並为本岛分别向北、东、西方向形成放射状骨架，而4至6号线则为辅助线络，于本岛与周边组团发展，第一期建设规划包括了1、2、3号线的一期工程。

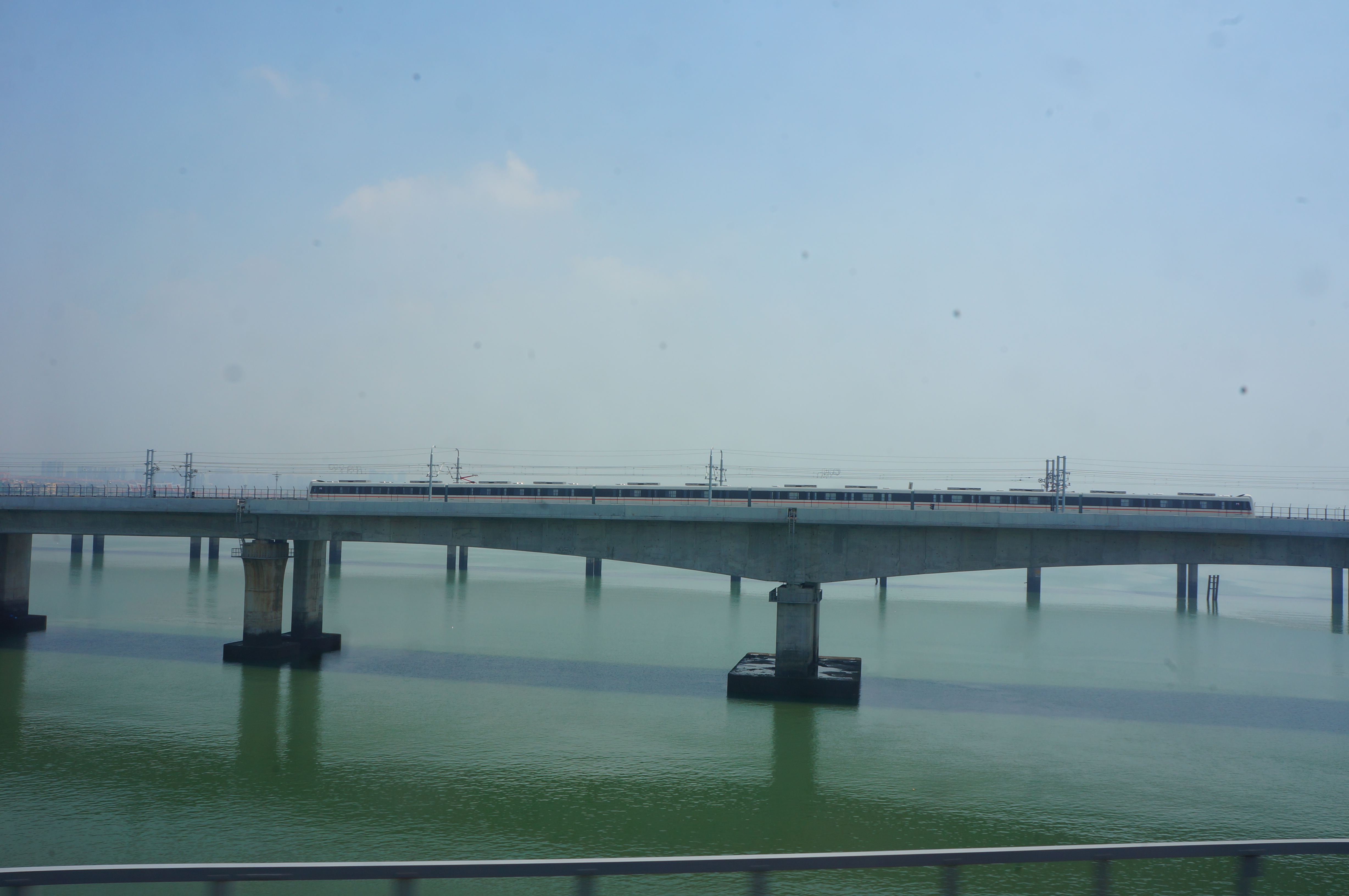
厦门轨道交通1号线跨海段

在建设规划批准的半年后，即2012年11月17日，轨道1号线一期工程用地预审亦获国家国土部批复。其后，厦门市立刻开始进行线路施工等前期准备工作，包括线路环评和工可的研究。但由于1号线跨海段涉及国家中华白海豚保护区，令1号线的环评报告经过了较长时间的论证审批，导致施工时间推迟了一年。最终，环境影响评价报告于2013年6月3日获国家环保部批复，工程可行性研究报告也于2013年8月23日正式获批。2013年11月13日，厦门市地铁办公室宣布1号线开工建设。
建设1号线之时，市政府开始着手规划轨道2号线，原计划2号线为一條连接翔安机场，並承接泉州、漳州的轨道交通路线。后规划一期为芦坑（即现海沧行政中心）至本岛五缘湾，而二期为天竺山至芦坑，並于2014年12月30日逐步开工建设，首先开工的则为过海隧道段，隧道段亦成为中国大陆首条海底地铁盾构隧道。

#### 二期建设
2016年10月8日，国家发改委批复《厦门市城市轨道交通第二期建设规划（2016-2022年）》。规划2号线二期、3号线二期、4号线和6号线一期共4个项目，总长度152.2公里。到2022年，形成5条线路、总长约224公里的轨道交通网络。
2017年，国家发改委批复《关于依托厦漳泉城际线网同步实施厦门轨道交通6号线一期工程和漳州角美段的复函》，同意建设轨道6号线漳州（角美）延伸段工程。2019年4月25日，轨道6号线漳州段工程可行性报告福建省发改委正式批复，初步设计报告批复则在12月19日公布。2019年12月26日，6号线漳州（角美）延伸段开工动员大会在漳州台商投资区举行。
2020年1月23日，国家发改委批复《关于上报审批厦门市城市轨道交通建设规划（2016-2022）调整的请示》，并于5月13日公布，轨道3号线二期终点从厦门火车站南延至厦门大学南门，增设车站4座，增加里程7.35公里。同年5月19日，《3号线南延段工程环境影响评价第一次信息公告补充说明》拟将工程起点由厦大南门站继续向西延伸至沙坡尾站，南延段线路全长约8.292公里。
2021年6月25日，3號線一、二期（由廈門火車站至蔡厝）开通營運，這次开通標誌着廈門市完成第一期建設規劃——1至3號線骨幹路綫的建设。

#### 三期建设
2020年12月29日，时任厦门市同安区人民政府区长陈高润在同安区第十七届人民代表大会第六次会议上作《政府工作报告》。报告中2021年主要工作一节指出，要全力推进地铁4号和9号线建设，以加快拓展交通大格局。
2022年2月5日，厦视新闻曝光厦门轨道交通线网规划（2035）中间成果示意图，第三期建设规划（2023-2028）拟新增9号线（进岛段）、7号线（岛内段）、5号线（全线）、8号线（全线）、2号线延伸段，长度115公里，车站数68座。
2022年8月8日，厦门市自然资源和规划局公布了《厦门市城市轨道交通线网规划（2020-2035年）》的草案：厦门市远期2035年城市轨道交通规划线网由12条线路组成，总规模约493公里。其中7条普线，含1号线、2号线、3号线、6号线、7号线、10号线、11号线，约297公里；4条快线，含4号线、5号线、8号线、9号线，约186公里；1条轨道控制线，约10公里。远景规划线网在远期线网基础上增加5条轨道控制线，增加规模约79公里，线网总规模约572公里。
2022年11月4日，厦门地铁官网发布《厦门市城市轨道交通第三期建设规划（2023-2028年）环境影响评价公众意见征询》，三期建设规划共4个项目，包含5号线一期、7号线一期、8号线一期、9号线二期，以及配套的车辆段、停车场、车站、主变电所等相关工程，总规模约88公里。
2022年11月29日，《厦门市轨道交通第三期建设规划客流预测专题》顺利通过专家评审。
2022年12月1日，厦门市人民政府批复《厦门市城市轨道交通线网规划（2021-2035年）》。
2024年4月16日，厦门轨道交通第三期建设规划环评报告书获生态环境部评审通过。

## 线路

### 运营中线路
|          |       |                 |                |              |      |                  |          |                         |  |
| 线路     | 线路  | 起点站—终点站   | 开通日期       | 最近延伸日期 | 站数 | 线路全长（公里） | 列車編組 | 车辆段                  |  |
| 近期规划 |       |                 |                |              |      |                  |          |                         |  |
|          | 1号线 | 镇海路—岩内     | 2017年12月31日 | 不適用       | 24   | 30.3             | 6B       | 厦门北车辆段 高崎停车场 |  |
|          | 2号线 | 天竺山—五缘湾   | 2019年12月25日 | 不適用       | 32   | 41.64            | 6B       | 东孚车辆段 高林停车场   |  |
|          | 3号线 | 厦门火车站—蔡厝 | 2021年6月25日  | 不適用       | 21   | 26.52            | 6B       | 蔡厝车辆段 五缘湾停车场 |  |

1. ↑  其中马銮中心、鼎美暂缓开通。

#### 1号线

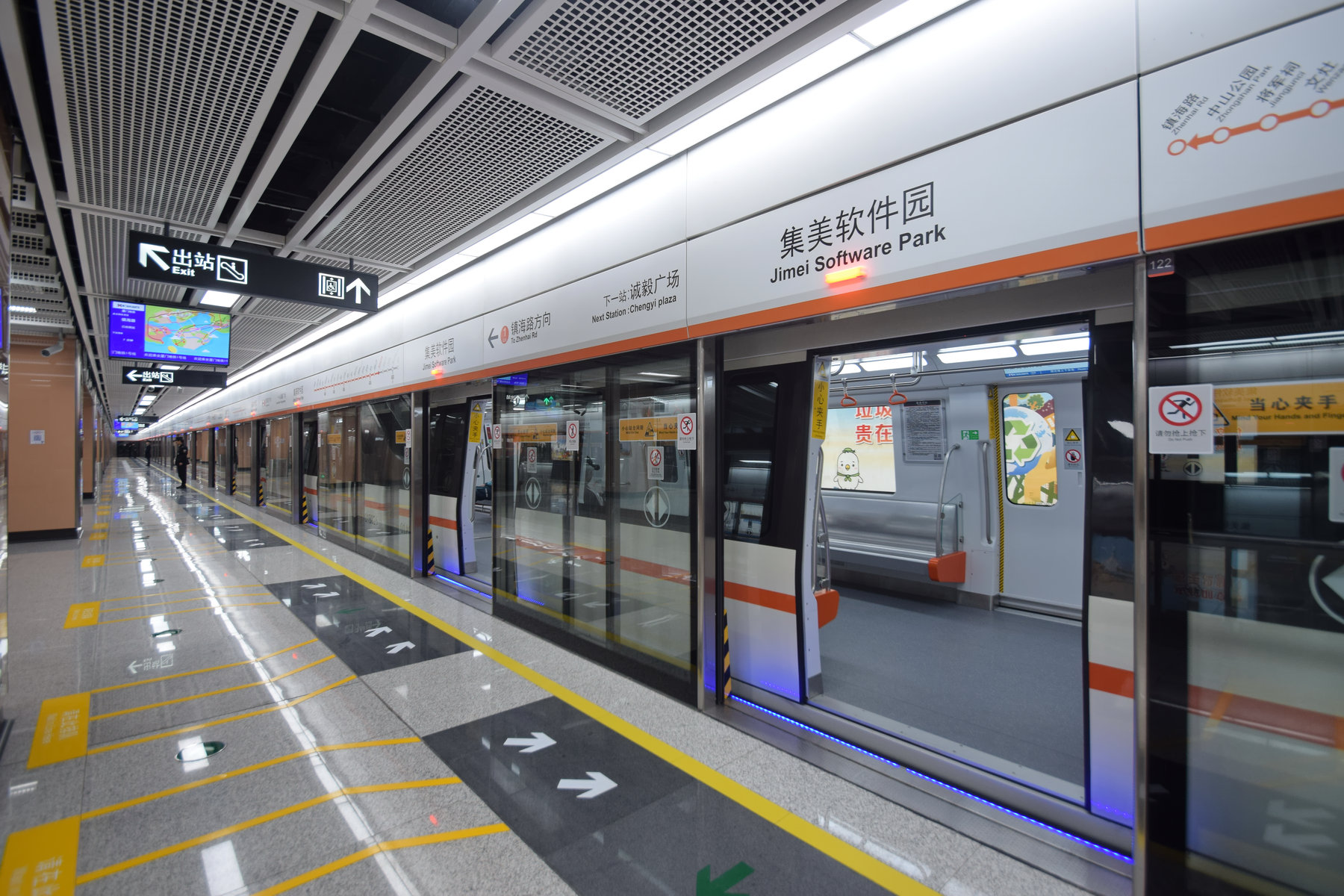
厦门地铁1号线列车

厦门轨道交通1号线为南北走向的骨干线路。线路沿镇海路、嘉禾路等岛内主要交通干道向北敷设，利用高集、集杏海堤跨海后，连接城市北部集美、同安组团，是贯穿城市南北的重要交通出行走廊。线路全长30.3公里，设站24座。线路选用标准B型空调车辆，六辆编组，可载客约1400人，全程通行时间约为50分钟。1号线于2017年12月31日开通运营。
1号线原规划有支线，连接杏林和灌口片区，后经过专家咨询、论证研究，取消了地铁1号线支线。

#### 2号线

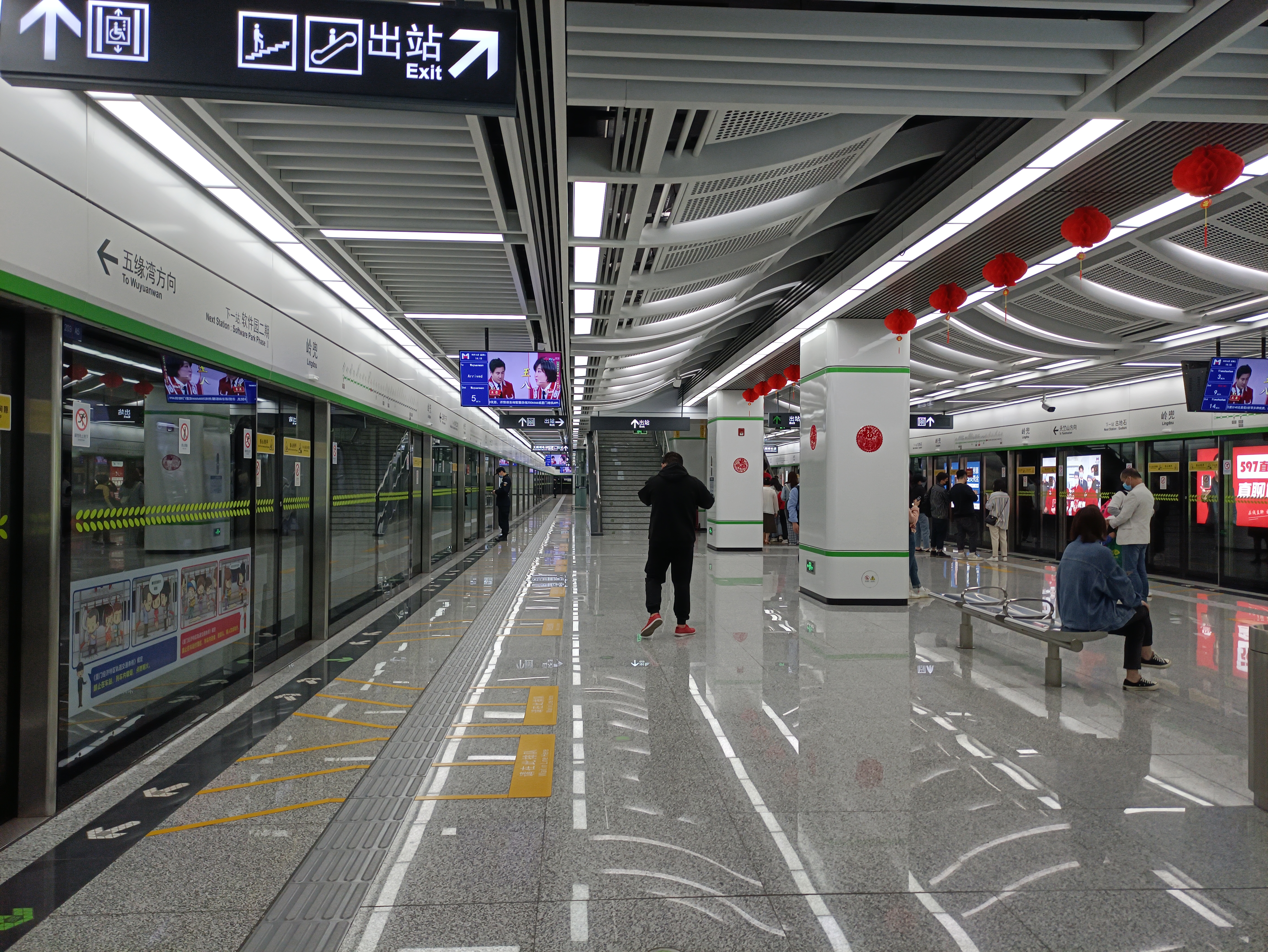
厦门地铁2号线嶺兜站

厦门轨道交通2号线呈东西走向，连接厦门岛和海沧区，构建了本岛与海沧区快速跨海连接通道，全长41.64公里，设站32座。2号线于2019年12月25日开通运营。在《厦门市城市轨道交通线网规划（2020-2035年）》草案中，2号线将从五缘湾站向北延伸。

#### 3号线

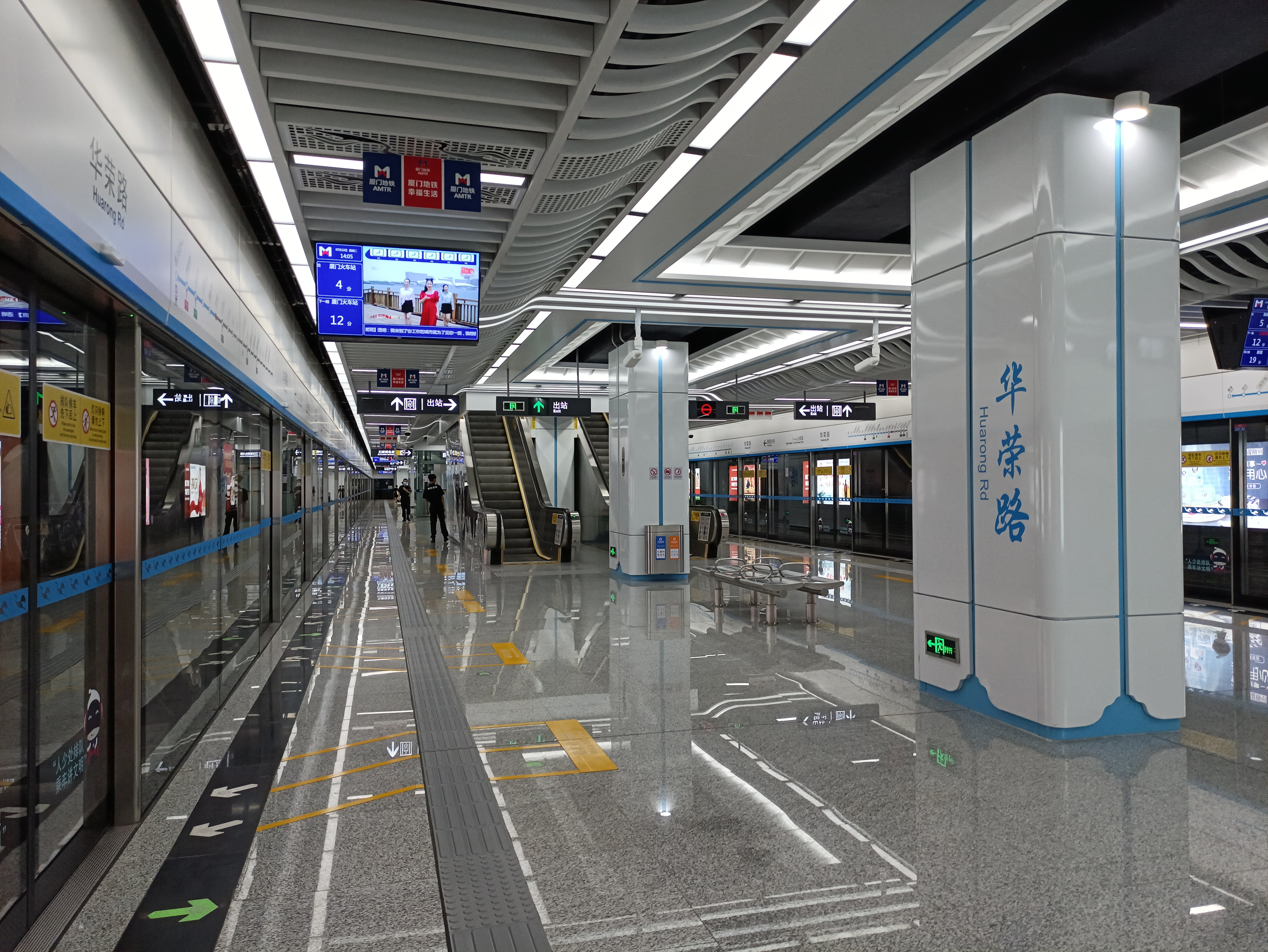
厦门地铁3号线華榮路站

厦门轨道交通3号线呈西南－东北走向，连接思明区、湖里区、翔安区，构建了本岛与翔安片区快速跨海连接通道，是连接厦门本岛与翔安东部副中心的西南—东北向骨干线。线路起于厦大南门，终至翔安机场，串联了厦门火车站及周边、湖里老城区、五缘湾片区、翔安海西商贸中心、翔安南部新城、翔安机场及空港经济区等重点区域，预留厦大翔安校区支线条件，并在浦边站预留支线接轨条件。线路全长45.01公里，全线设车站31座，平均站间距1.492公里，于岛内设五缘湾停车场，于翔安区设蔡厝车辆段。3号线厦门火车站至蔡厝段于2021年6月25日开通运营。

### 建设中线路
| 线路     | 线路     | 整体建规                      | 起点站—终点站         | 站数     | 线路全长（公里） | 线路全长（公里） | 现况           | 开通时间       | 车辆段                  |
| 近期规划 | 近期规划 | 近期规划                      | 近期规划              | 近期规划 | 近期规划         | 近期规划         | 近期规划       | 近期规划       | 近期规划                |
| -------- | -------- | ----------------------------- | --------------------- | -------- | ---------------- | ---------------- | -------------- | -------------- | ----------------------- |
|          | 3号线    | 二期建规                      | 蔡厝（不含）—翔安机场 | 5        | 10.2             | 45.012           | 建设中         | 计划2026年年底 | 無                      |
| 二期调整 | 3号线    | 沙坡尾—厦门火车站（不含）     | 5                     | 8.292    | 建设中           | 45.012           | 计划2026年年底 |                | 無                      |
|          | 4号线    | 二期建规                      | 集美软件园北—翔安机场 | 12       | 43.209           | 69.6             | 建设中         | 计划2026年年底 | 后溪车辆段 蔡厝停车场   |
| 二期建规 | 4号线    | 马銮湾南—集美软件园北（不含） | 5                     | 14.8     | 前期工作         | 69.6             | 规划中         |                | 后溪车辆段 蔡厝停车场   |
| 二期建规 | 4号线    | 嵩屿码头—马銮湾南（不含）     | 3                     | 10.02    | 规划中           | 69.6             | 规划中         |                | 后溪车辆段 蔡厝停车场   |
|          | 6号线    | 二期建规                      | 一农—华侨大学         | 13       | 18.549           | 32.9             | 建设中         | 计划2025年年底 | 社头车辆段 滨海停车场   |
| 二期建规 | 6号线    | 华侨大学（不含）—凤林         | 3                     | 4.3      | 建设中           | 32.9             | 计划2027年年底 |                | 社头车辆段 滨海停车场   |
| 角美段   | 6号线    | 龙江明珠—一农（不含）         | 7                     | 9.857    | 建设中           | 32.9             | 计划2025年年底 |                | 社头车辆段 滨海停车场   |
|          | 9号线    | 二期建规                      | 嘉庚体育馆—寨阳       | 15       | 26.4             | 26.4             | 建设中         | 计划2027年年底 | 寨阳车辆段 洪塘头停车场 |

#### 4号线
厦门轨道交通4号线最初规划构建厦门新机场与翔安、同安各个组团及厦门北站枢纽快速连接通道，后来线路规划从厦门北站向西延伸，终于海沧港嵩屿码头站。线路起于翔安机场，经过翔安南部新城、同安新城、厦门北站、集美后溪、灌口、海沧马銮湾，止于海沧嵩屿码头，长69.6公里。

#### 6号线
厦门轨道交通6号线实际线路走向最早出现在二期建设规划中，在2016年获得国家发展和改革委员会批复。6号线路线经过多次修改，目前始于漳州市龙海区角美镇龙江明珠站，穿过厦门市海沧区后进入集美区华侨大学站，沿集美大道、乐海路东沿后终于滨海西大道站。

#### 9号线

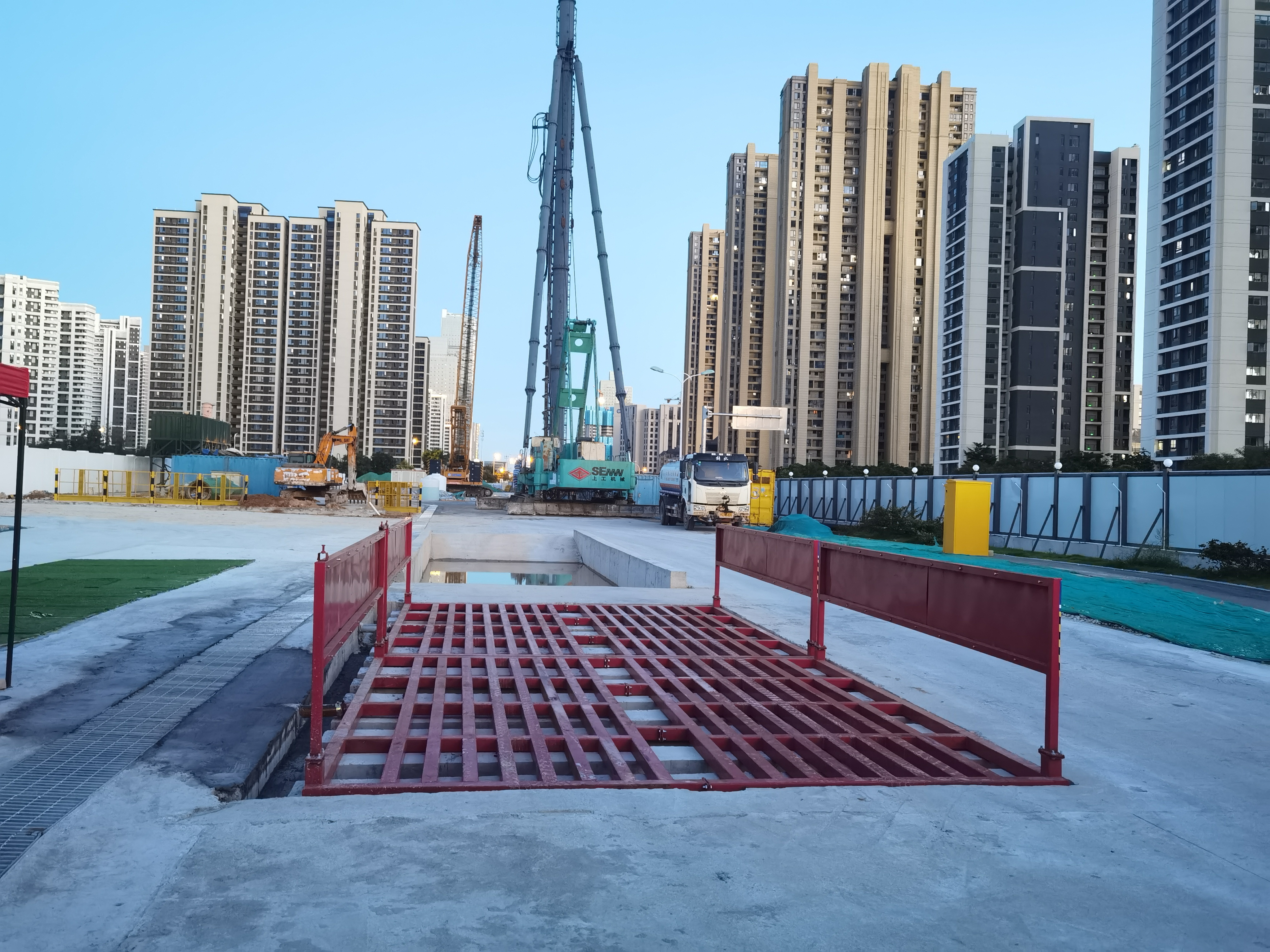
9号线后吴站工地

厦门轨道交通9号线由6号线拆分而来，早期的路线规划经过同安、翔安两个区；在后面的规划中，改为经过同安、集美、湖里和思明四区。线路沿莲前东路、金尚路、浔江路、美山路、西洲路、滨海西大道、霞辉路、环城路、五显路布设，串联国际会展中心、厦门岛中心、高崎综合枢纽、集美老城区、美山路沿线、同安新城、同安老城区、同翔高新区等地。在《厦门市城市轨道交通线网规划（2020-2035年）》草案中，9号线的定位为北向出岛复合功能快线。线路建设分为二期：一期为同翔高新城 - 嘉庚体育馆，于2021年11月开工建设；二期为嘉庚体育馆 - 会展中心，包含在整体三期建设规划中。

### 规划中线路

#### 近期规划
- 厦门轨道交通5号线：连接厦门岛与翔安、同安，4条快线之一。[4]其中一期工程包含在三期规划中，它起于行政服务中心站，止于环城南路站，线路全长35km，全地下敷设，设站18座，其中换乘站9座，设欧厝车辆段一处和洪塘停车场一处。[29]
- 厦门轨道交通7号线：功能为连接厦门岛与翔安。[4]其中一期工程包含在三期规划中，它起于曾厝垵站，止于高崎枢纽站，线路全长17km，全地下敷设，设站13座，其中换乘站7座，设高崎车辆基地一处（与9号线共享）。[29]
- 厦门轨道交通8号线：连接厦门岛与海沧，4条快线之一。[4]其中一期工程包含在三期规划中，它起于海沧体育中心站，止于万达广场站，线路全长18km，全地下敷设，设站10座，其中换乘站8座，设穆厝车辆段一处。[29]
- 厦漳泉城际铁路R1线：即泉州至厦门至漳州城际铁路R1线（厦门段）线路起于围头湾泉厦交界处，经翔安区、湖里区、海沧区，至文圃山厦漳交界处。该线路获得国家发展和改革委员会批复的消息于2023年12月公布。[48][49]R1线厦门段线路全长52.579公里，设车站5座，预留车站1座。[49]

#### 远期规划
- 厦门轨道交通10号线：BRT改造轻轨线，为南北向辅助线，构建本岛与集美和大同组团快速连接通道，是1号线北向出岛的有力补充。线路大部分沿用厦门快速公交1号线线位，全长40.4公里。全线设车站31座，平均站间距1.3公里。岛内设置县后停车场，大同组团设置四口圳车辆段，同时作为线网备选综合车辆维修基地。

- 厦门轨道交通11号线。

- 厦门轨道交通轨道控制线T3线：其功能与取消的1号线支线重合[34]，连通杏林、灌口片区并在园博苑站与1号线汇合，从而实现该片区与厦门岛的快速连接。[4]2024年10月，T3控制线规划取得厦门市政府批复。[50]

#### 远景规划
- 厦门轨道交通轨道控制线T1线：南环岛线。
- 厦门轨道交通轨道控制线T2线：海沧线。
- 厦门轨道交通轨道控制线T4线：新民线。
- 厦门轨道交通轨道控制线T5线：新圩线。
- 厦门轨道交通轨道控制线T6线：舫阳线。
- 厦漳泉城际铁路R2线：原规划设9个站，自龙文区恒坑村始，途经漳州东站、角美站，衔接鹰厦铁路至厦门站。后将南环线起点由龙文区恒坑村调整为南靖县靖城镇，即从靖城镇主城区引出，接入漳州北站。
- 厦漳泉城际铁路R3线：即漳州-港尾-厦门城际铁路，规划自漳州城区始，途经漳州站引入港尾铁路，至厦门站。

## 票务

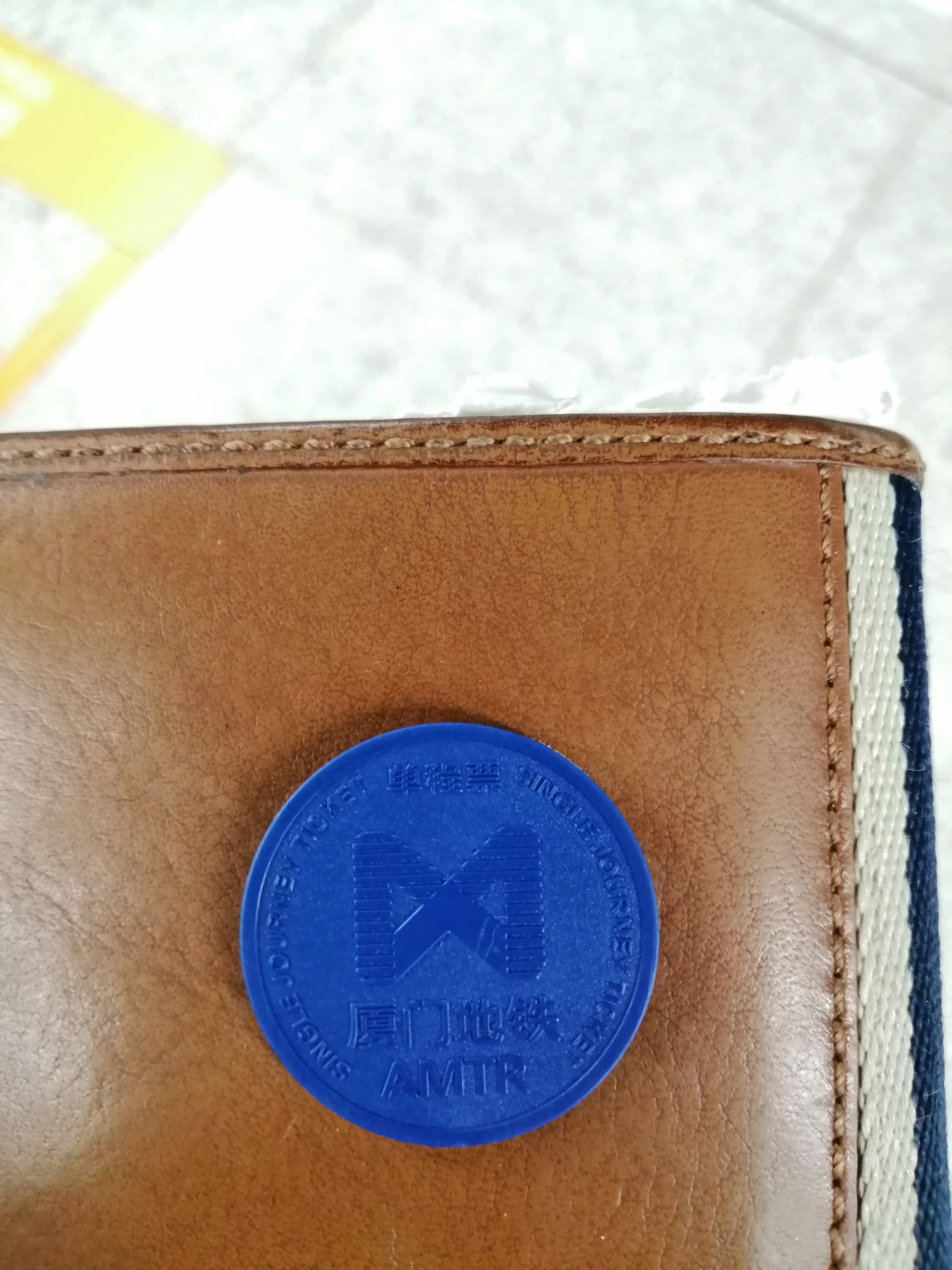
单程票

### 定价
- 起步价：4公里（含）2元。
- 里程价：
  - 超过4公里后，4-12公里（含），按每4公里加收1元计价（不足4公里按4公里计价）；
  - 12-18公里（含），按每6公里加收1元计价（不足6公里按6公里计价）；
  - 18-28公里（含），按每10公里加收1元计价（不足10公里按10公里计价）；
  - 28-43公里（含），按每15公里加收1元计价（不足15公里按15公里计价）；
  - 43公里以上按每20公里加收1元计价（不足20公里按20公里计价）。

乘客普遍认为厦门地铁票价偏高。在民众最常乘坐的里程上，厦门的票价比上海、北京的更贵。

### 票种
厦门地铁共有8种票种可供乘客使用，车票介质包括实体票和电子票，分别是单程票、纪念票、计次票、旅游票、易通卡、全国交通一卡通（交通联合，不能享受乘车优惠）、市民卡、移动支付（电子票）等。乘客可通过车站自动售票机上购买单程票，而纪念票、计次票、旅游票需要到车站内的客服中心购买，电子票则需要通过“厦门地铁”官方手机客户端购买，亦可享受票价9折优惠。值得一提的是，单程票为蓝色椭圆形的IC代币。

### 优惠政策
- 持e通卡刷卡的，按票价9折优惠；持同一张普通e通卡乘坐常规公交、轨道交通、快速公交三者之间换乘，在现行刷卡折扣的基础上再优惠0.8元[52]。
- 本市学生持学生e通卡刷卡的，按票价5折优惠；持同一张学生e通卡乘坐常规公交、轨道交通、快速公交三者之间换乘，在现行刷卡折扣的基础上再优惠0.5元[52]。
- 本市65周岁以上老人持专用e通卡、本省70周岁以上老年人持《福建省老人优待证》每日高峰时段（早上7:00-9:00，晚上17:00-19:00）按票价5折优惠，其余时段免费。
- 本市的劳模、烈属、离休人员、重点优抚对象等持专用的易通卡刷卡的，给予免费。
- 持现役军人（含武警）的相关证件，解放军的《离休干部荣誉证》、《军官退休证》、《文职干部退休证》，伤残人员的《残疾人证》、《残疾军人证》、《伤残国家机关工作人员证》、《伤残人民警察证》、《伤残民兵民工证》，《老干部离休荣誉证》，《反扒执勤证》等乘车的，给予免费。
- 每位成人可以免费携带一名身高1.2米以下儿童。

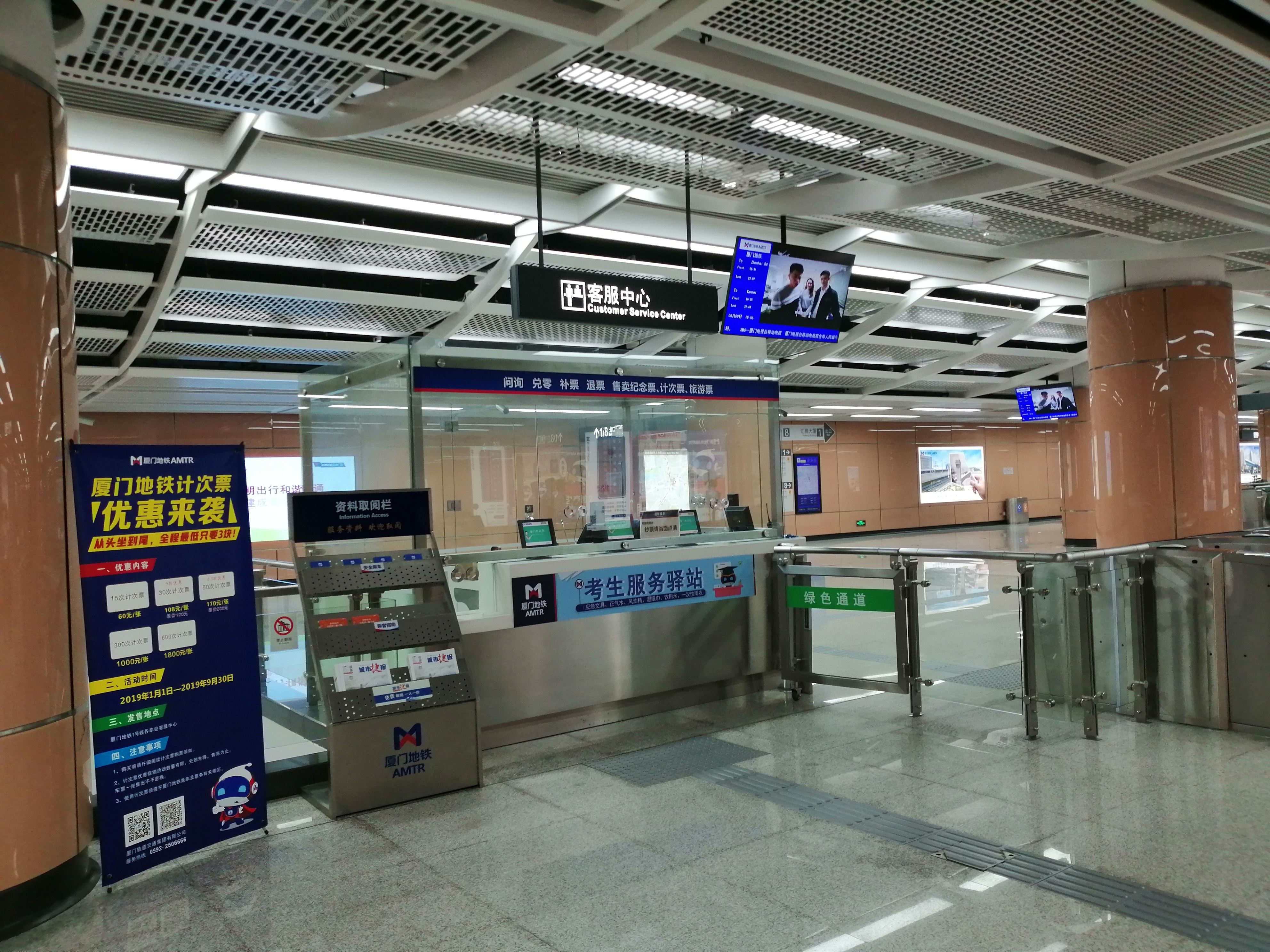
1号线车站内的服务中心
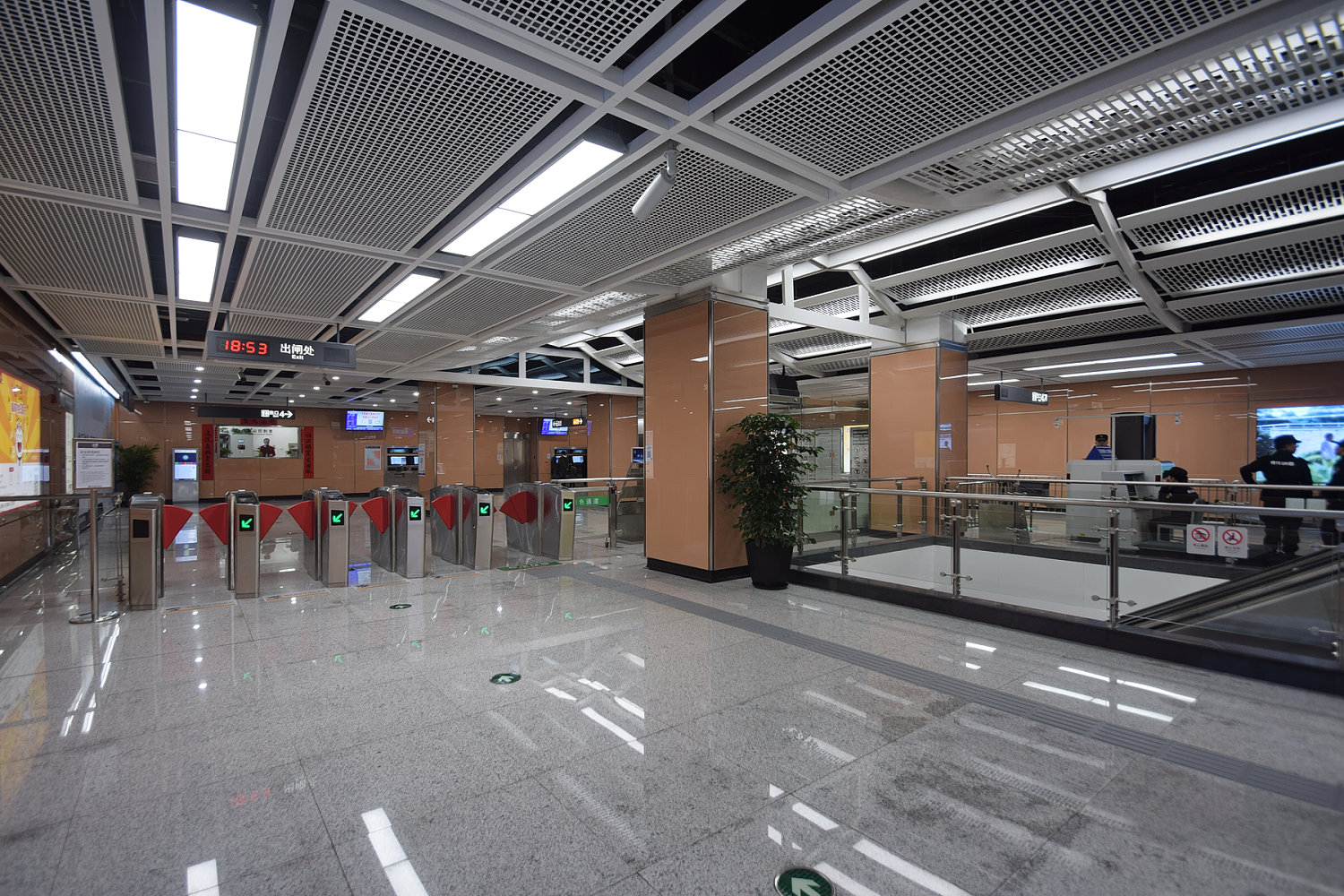
1号线出站闸机
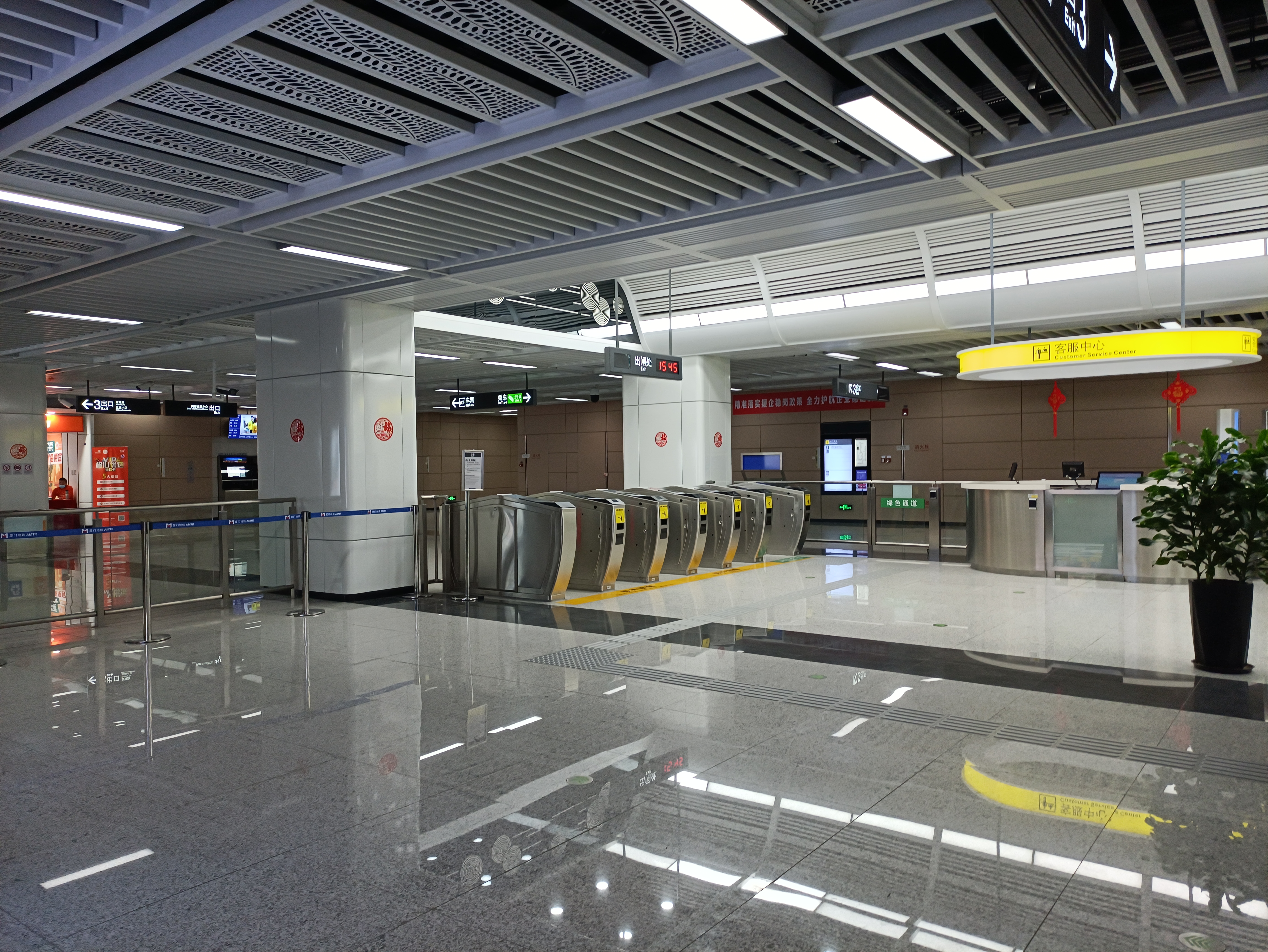
2号线出站闸机及服务中心
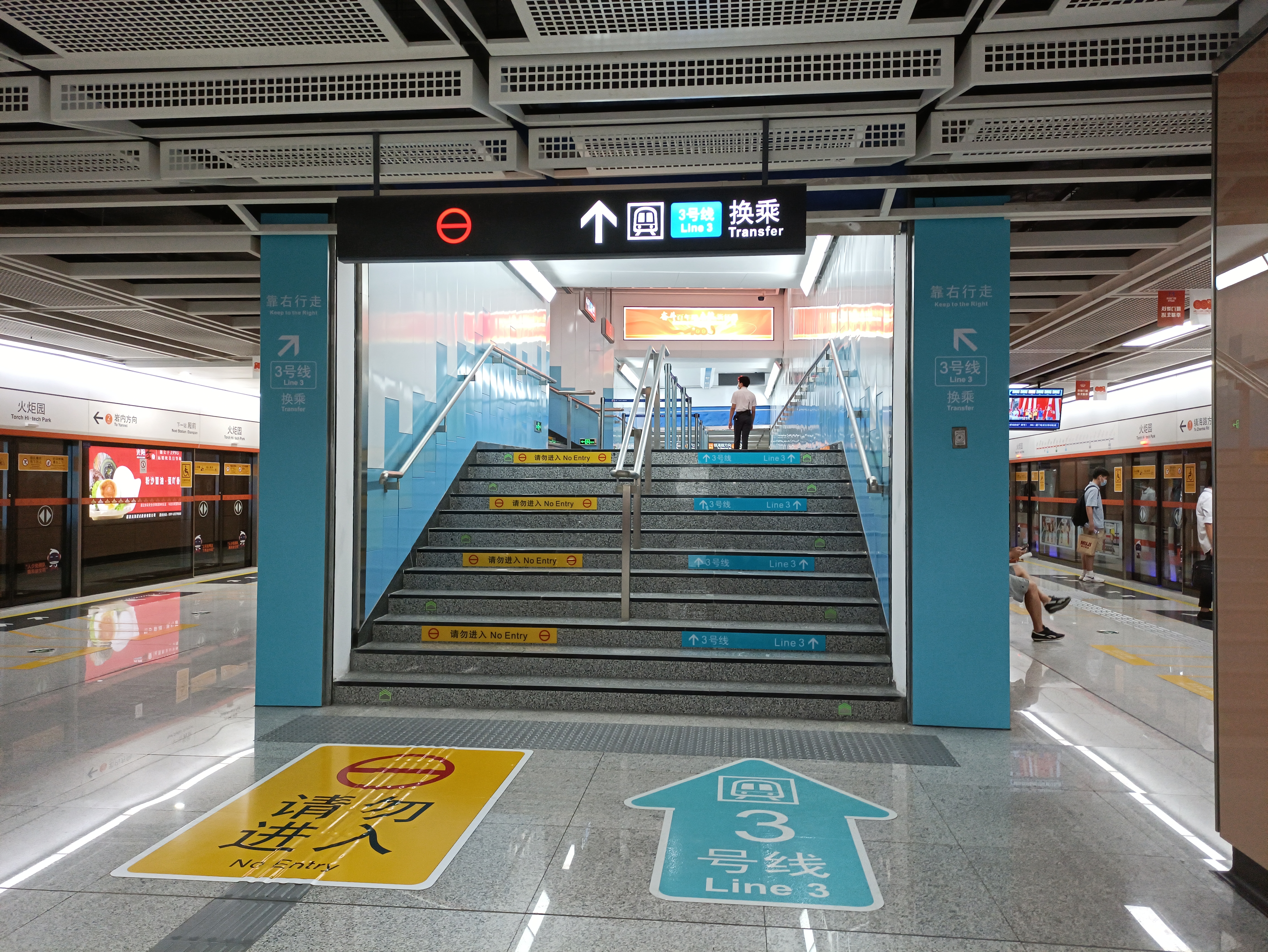
火炬园站1号线站台的换乘通道（前往3号线）

## 上盖开发
厦门地铁初期将设有四个铁路上盖项目，全部均为保障性住房：
- 1号线岩内综合维修基地上盖
- 2号线马銮北站上盖
- 6号线阳翟站上盖
- 6号线林埭站上盖

2017年10月，厦门地铁正式为2号及6号线上盖建筑设计展开设计比赛，全部获邀公司为香港建筑师事务所（包括巴马丹拿、凯达环球等公司）。

## 相关文化

### 地铁标志

厦门地铁标志

将红屋顶设计深化出稳固的三角形图形给人以向上向前的趋势和意涵，同时又形似厦门闽南语发音 AMOY 的首字母 A 的相似图形。
纵深的蓝色动线演绎出英语 METRO 的首字母 M ，同时既是汉语拼音 MEN 首字母 M 的图形，也是闽南语发音 AMOY 的第二个字母 M 的图形。
几何的无限符号与 A+M 的图形构成巧合，将图形节点重新组合优化的标识基础图形。
标识基础图形意涵丰富，中心向外的延伸线条表示地铁四通八达，并且相互联通寓意地铁点互通。标识基础图形由中心放射四边，恰如地铁将厦门岛与海沧、集美、同安、翔安四个行政区紧密连接，寓意地铁将厦门从岛居型城市一跃成为湾居型都市。

### 路线主题

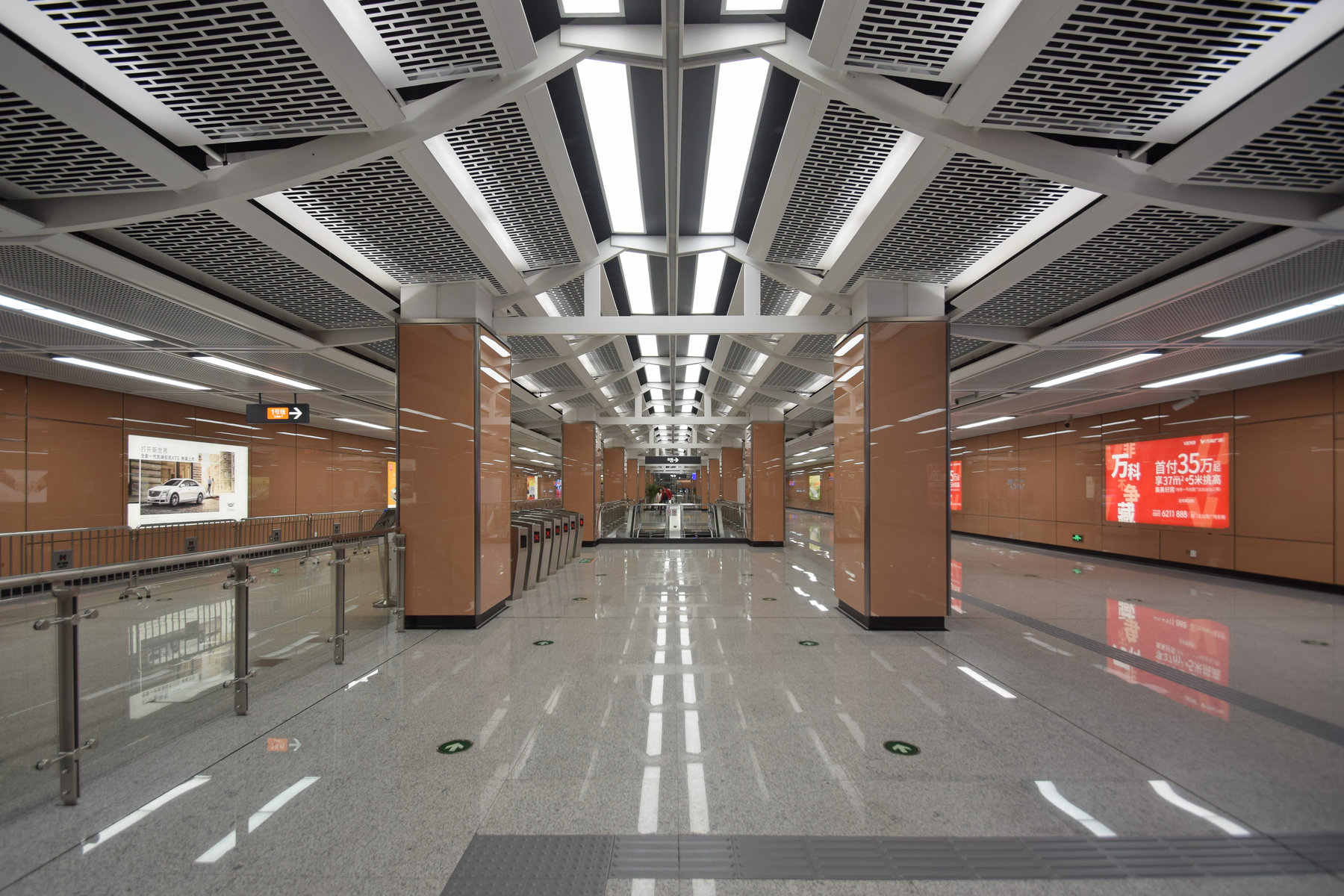
1号线站厅天花结构采用闽南古厝「人字梁」

厦门地铁采用“一线一景”，意即不同路线的地铁月台均采用不同装修风格，各路线根据其沿线环境及特色提取出相关主题作各路线的识别色和识别标志。如1号线穿越老城区、新城区及集美嘉庚风貌保护区，因此其主题为“闽南筑韵 大厝迎宾”，装修风格具闽南风韵，而其识别色为闽南红（橙红色），识别的标志为闽南古厝。

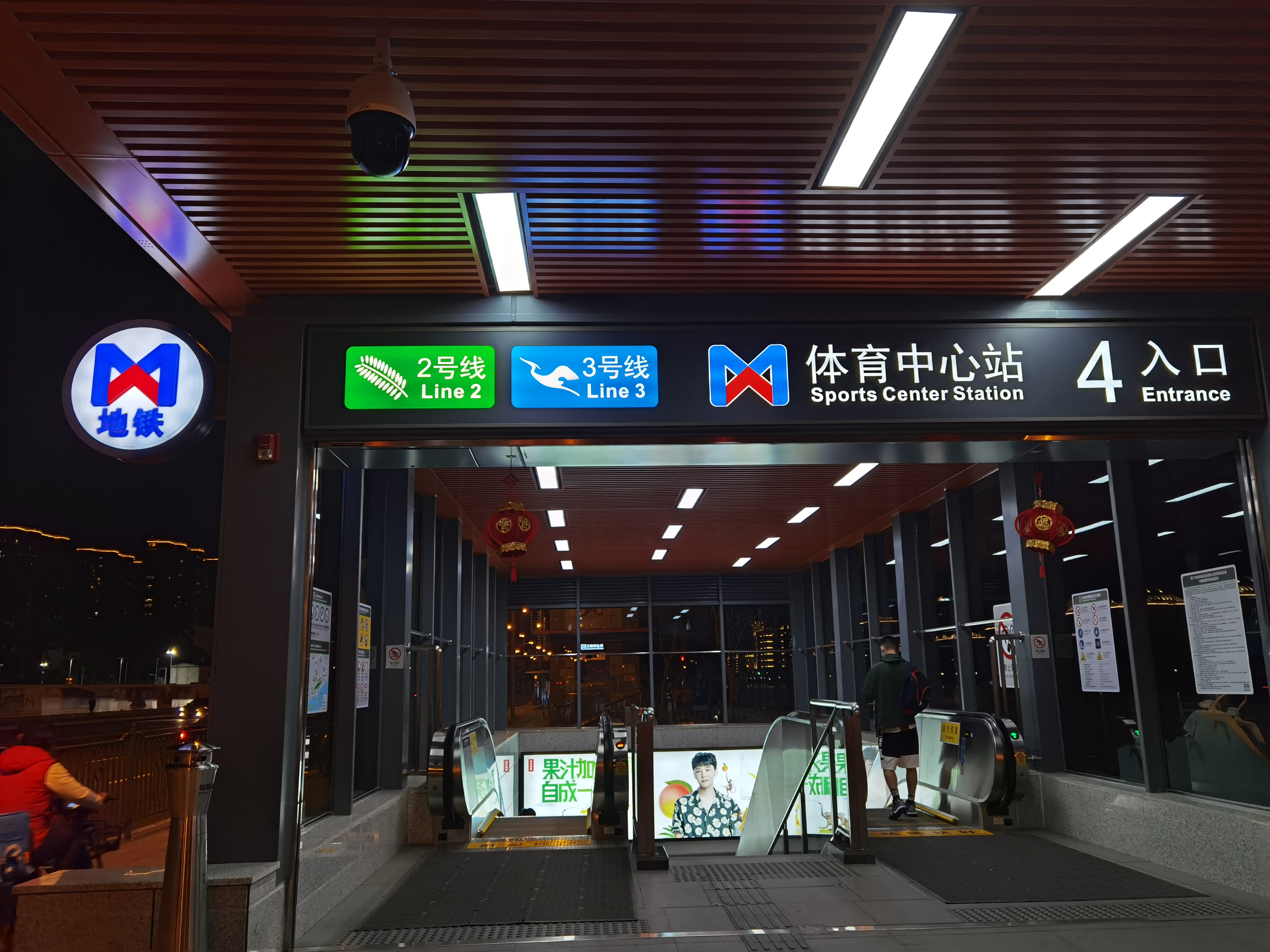
进站口的标志显示出各线路的文化符号：2号线为凤凰木，3号线为白鹭。

| 线路  | 标志色 | 文化符号 | 线路  | 标志色        | 文化符号   |
| ----- | ------ | -------- | ----- | ------------- | ---------- |
| 1号线 | 闽南红 | 闽南大厝 | 4号线 | 蔚海蓝→活力红 | 中华白海豚 |
| 2号线 | 鹭岛绿 | 凤凰木   | 6号线 | 桃园绯        | 三角梅     |
| 3号线 | 云天青 | 白鹭     | 9号线 | 预计为黄色    | 未定       |

### 地鐵廣播
廈門地鐵車廂内的廣播，是採用普通話、閩南語廈門話及英語三語廣播，当中普通话广播由厦门广播电视集团广播中心副主任宋康负责，闽南语广播由原中央人民广播电台对台广播、厦门广电播音员蔡慧负责。如在殿前站前往高崎站時，地鐵將會有以下廣播：〈本次列車開往岩內方向，下一站高崎。〉（普通話）（閩南語）（英語）。

## 事故及事件

### 呂厝路面塌陷事故

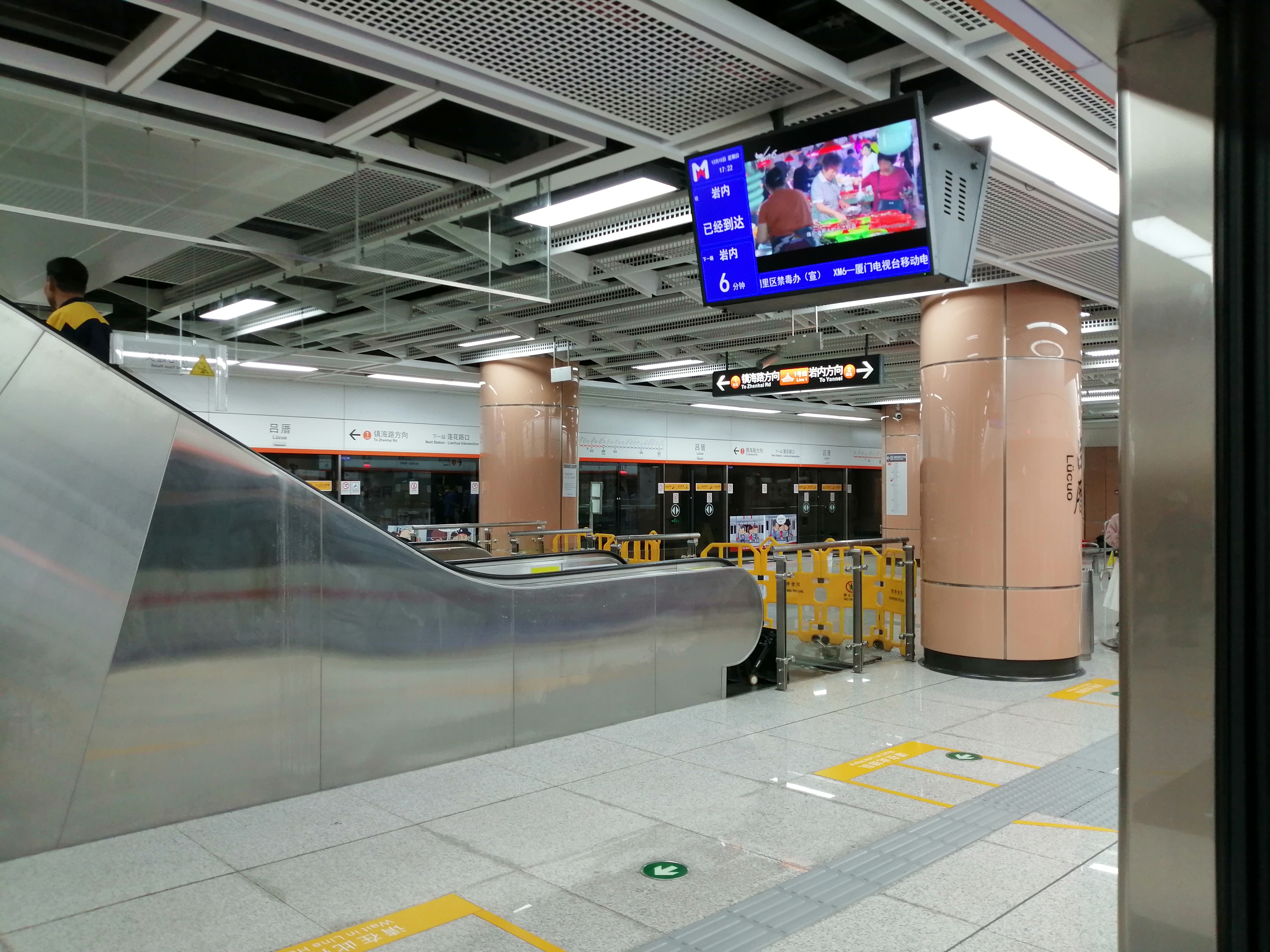
2019年12月15日，吕厝站因车站内部清理需要，部分手扶电梯仍为暂停服务状态

2019年12月12日晚，厦门吕厝路口地铁1号线和2号线外的配套物业开发项目施工现场发生约500平方米地面塌陷，造成埋设在道路中的自来水管、污水管破裂，水流涌入地铁1号线和2号线吕厝站，途经现场的两部轿车滑入，无造成人员伤亡。翌日上午11时6分吕厝站恢复通车。
12月16日，厦门市建设局通报，该事故主要原因为该项目施工过程中临时格构立柱承重超负荷，导致失稳，造成局部顶板瞬间坍塌。专家组现场勘察后认为，该项目属于地铁1、2号线结构之外的独立结构，此次坍塌不会影响地铁结构和周边房屋、桥梁的安全。厦门轨道集团后在12月21日举办地铁2号线市民体验日活动，厦门地铁2号线也于12月25日上午8时30分开通运营。

### 受2019冠狀病毒病疫情影響
受到2021年仙游县2019冠状病毒病聚集性疫情所影響，根據疫情防控工作要求，厦门地铁自9月15日起实行“验码进站”，乘客进站前需出示健康码，显示绿码并测温通过才可乘车。及后厦门巿疫情持续，地铁1号线的镇海路站和中山公园站及地铁2号线的江头站均分别于9月18日及23日关闭。10月1日，疫情受控后，镇海路站、中山公园站恢复运营；而江头站在10月6日恢复运营，亦即厦门地铁全线恢复正常运营。